# IMC-Agrico
IMC-Agrico Inc. — компанія в США, найбільший у світі виробник фосфорвмісних продуктів, створена 1994 як СП компаній Freeport-McMoRan Resources Partneited Partnership та IMC Global Inc.

## Історія
У 1990—2000 перша створила в галузі вертикально інтеґровані комплекси, зосередивши в своїх руках всі стадії переробки фосфатів і має в своєму розпорядженні запаси і виробництво калійних і азотних добрив, тобто має всі необхідні компоненти для виробництва будь-яких видів добрив. Її приклад наслідували і інші компанії з США і Канади.

## Характеристика
IMC-Agrico — найбільший експортер діамофосу. Сировинних запасів компанії для його продукування вистачить до 2025 .
Починаючи з 1997 активно розширює базу підготовлених запасів.
У 1997 провела обмін фосфатними площами з компанією CF Industries, внаслідок чого отримала 7.2 млн т розвіданих і підготовлених запасів в районі рудника Пейн-Крік. IMC-Agrico придбала ліцензії на видобуток фосфоритів на площі Пайн-Лівів (Pine Level) на кордоні округів Мейнаті і Десото. Компанії IMC-Agrico і Farmland Industries Inc. планують спільно розробляти фосфатні площі: дільниці Она і Гікорі-Крік (Hickory Creek) в окрузі Харді.
У 1998 придбала ще 5 000 га фосфатних площ у компанії Mississippi Chemicals Corp., в результаті на 31 грудня 1998 підготовлені запаси компанії становили 451 млн т з сер. вмістом P2O5 30.4%; в її розпорядженні є ще 103 млн т непідготовлених запасів.
У 1999 отримала дозвіл на розширення площі свого рудника Корнерс на 69 га. Компанія активно інвестує кошти у видобуток фосфатів за межами США, в основному в країнах, що є імпортерами добрив. У 1996 р. IMC-Agrico спільно з китайськими Yunnan Provincial Petroleum & Chemical Industry Bureau і Yunnan Phosphorus Chemical Industry (Group) Corporation ухвалили спільно розробляти запаси фосфатів провінції Юньнань. IMC-Agrico планує також вкласти 1.7 млн дол. в проект родовища Джаламід в Саудівській Аравії. Утворене СП для розробки родовища Еппавала в Шрі-Ланка; 65% акцій СП буде належати IMC-Agrico і 25% японській Tomen Corp.